# Johann Christoph Fahner
Johann Christoph Fahner (geb. 8. November 1758 in Buttstädt; gest. 7. Januar 1802 in Ilfeld) war ein deutscher Mediziner.
Sein Vater war der Kantor Johann Christoph Fahner, sein älterer Bruder der Pfarrer Heinrich Wilhelm Fahner. Auf Wunsch seiner Eltern begann er zunächst an der Universität Jena das Studium der Theologie, wechselte aber dann zur Medizin. Am 20. Mai 1780 erlangte er seinen Doktortitel. 1780 wurde er Stadtarzt in Buttstädt, zog kurz darauf nach Frankenhausen, 1785 nach Nordheim und später nach Ilfeld. Dort wirkte er als Landphysikus der Grafschaft Hohnstein. 1802 wurde er dort, unterwegs bei einem nächtlichen Ritt, erschlagen.
Fahner war Autor und Übersetzer zahlreicher Artikel und Bücher zur Gerichtsmedizin und gab zu diesem Thema auch die Zeitschrift Magazin für die gesammte populäre Arzneikunde heraus.

## Werke
- Vollständiges System der gerichtlichen Arzneikunde, 3 Bde., 1795–1800
- Beiträge zur praktischen und gerichtlichen Arzneikunde, 1. Theil, 1799
- Magazin für die gesammte populäre Arzneikunde (Herausgeber, 12 Hefte, 1785–1786)
- System einer vollständigen medizinischen Polizey (Überarbeitung des Werkes von Johann Peter Frank, 1792)